# David Fizdale
David Sean Fizdale, né le 16 juin 1974 à Los Angeles, Californie, est un entraîneur de basket-ball.

## Biographie
Le 26 mai 2016, il est nommé au poste d'entraîneur des Grizzlies de Memphis où il signe un contrat de quatre ans.
À la suite d'une série de mauvais résultats, il est limogé par les Grizzlies de Memphis le 27 novembre 2017.
En mai 2018 il est choisi pour être le nouvel entraîneur des Knicks, son contrat est de quatre ans. Il prend ainsi la succession de Jeff Hornacek, limogé en avril à la suite de la mauvaise saison des Knicks à 29 victoires pour 53 défaites.
Il est limogé le 7 décembre 2019 par les Knicks après un début de saison difficile comptabilisant 18 défaites en 22 matches.
Fin juin 2022, il est nommé adjoint general manager au Jazz de l'Utah.
En juin 2023, Fizdale rejoint les Suns de Phoenix comme entraîneur adjoint de Frank Vogel. Mike Budenholzer remplace Vogel en mai 2024. Il est annoncé qu'aucun adjoint de Vogel n'est conservé mais finalement Fizdale est conservé,.

## Palmarès
- Champion NBA (2012, 2013) en tant qu'entraîneur-adjoint.

## Vie privée
Fidzale réside à Miami, en Floride. Il a un fils, Kyle Jackson.